# غابرييلا هال
غابرييلا هال (بالإنجليزية: Gabriella Hall)‏ هي عارضة وممثلة أمريكية، ولدت في 11 نوفمبر 1966 في لوس أنجلوس في الولايات المتحدة.

## وصلات خارجية
- غابرييلا هال على موقع IMDb (الإنجليزية)
- غابرييلا هال على موقع قاعدة بيانات الفيلم (الإنجليزية)